# Dan Bălășescu
Dan Bălășescu (n. 1944, d. 3 septembrie 2018, în Trois-Rivières, Canada) a fost un antrenor român de handbal, antrenor secund al echipei naționale de handbal feminin a României care a câștigat medalia de argint la Campionatul Mondial din 1973, desfășurat între 8-15 decembrie, în Republica Socialistă Federativă Iugoslavia. Alături de antrenorul principal Constantin Popescu, el a condus echipa României până în finală, care s-a desfășurat în Sala Pionir din Belgrad, în fața a circa 8.000 de spectatori, dar România a fost învinsă de selecționata țării gazdă cu scorul de 16-11. Tot de numele lui și al lui Popescu se leagă și cea mai bună performanță până în prezent a echipei feminine la Jocurile Olimpice de vară, locul 4 la Olimpiada din 1976.

## Biografie
În competițiile interne, Dan Bălășescu a antrenat echipa de junioare a Școlii Sportive pentru Elevi nr. 2 din București, cu care s-a clasat pe primele trei locuri din campionat în perioada 1968-1975. În sezonul 1969/70, Dan Bălășescu a câștigat campionatul de junioare al României cu ȘSE 2 București.
La Campionatul Mondial din 1975, desfășurat între 3-13 decembrie, în URSS, echipa României, antrenată de Constantin Popescu și Dan Bălășescu, ocupă locul al patrulea.
În urma unor analize din Colegiul Antrenorilor și Biroul Federal al FRH s-a hotărât că acest loc al patrulea este unul bun și s-a decis în unanimitate ca naționala României să fie condusă în continuare de Constantin Popescu și Dan Bălășescu, obiectivul fiind obținerea unei medalii la Jocurile Olimpice de vară din 1976. Au urmat mai multe jocuri de pregătire pentru Olimpiadă. Apoi, în luna iulie 1976, echipa României s-a deplasat în Canada, la turneul olimpic, unde s-a calificat până în finala mică, dar a fost învinsă de Ungaria în lupta pentru medalia de bronz. România s-a clasat pe locul al patrulea în clasamentul general.
Antrenorul secund Dan Bălășescu nu s-a mai întors în țară cu restul delegației și a cerut azil politic în Canada.

## Palmares
Echipa națională
- Campionatul Mondial:
  -  Medalie de argint: 1973

Club
- Campionatul Național pentru Junioare:
  - Câștigător: 1970
  - Locul al doilea: 1971, 1972, 1973, 1975
  - Locul al treilea: 1969, 1974

## Distincții personale
În 2005, Dan Bălășescu a fost declarat „Antrenor Emerit”.